# Клименко, Максим Альбертович
Максим Альбертович Клименко (25 апреля 1961, Улан-Удэ — 20 июня 1996, Новосибирск) — советский и российский правозащитник, прозаик, поэт, журналист, предприниматель, один из основателей правозащитной организации «Вена-89».

## Биография
Родился в 1961 году в Улан-Удэ в семье московского юриста (сам Максим Клименко также в своё время жил в Москве).
В 1980-х годах за свою «антисоветскую» поэзию отбывал срок в лагере. В заключении из-за нанесённых увечий у него пострадали почки.
Первые стихи вышли в Улан-Удэ. В начале перестройки он переехал в Бердск, потом — в Новосибирск.
В 1988 году принимал участие в «турнире поэтов», который проходил в НЭТИ. Был в составе литературной группы поэтов «Левый берег».
В 1989 году стал одним из организаторов и председателем правозащитной организации «Вена-89».
В 1989—1991 годах занимался предпринимательством; полученные средства вкладывал в развитие правозащитного движения и независимой прессы. В этот период благодаря его усилиям в свет выходили фактически все самиздатовские издания Новосибирска, такие как «Северный телеграф», «Гражданин», «Сибирский курьер», а также СибИА (для последнего Клименко организовал печать в Прибалтике, откуда готовый тираж доставлялся еженедельно авиарейсами в Новосибирск). Кроме того, правозащитник обеспечивал независимые редакции первыми компьютерами.
После 1991 года для бизнеса Клименко настал сложный период. На некоторое время он переехал в Улан-Удэ, где занялся изданием художественно-философского журнала «Собор». В течение 1990-х годов Клименко уделял внимание преимущественно литературной работе — подготавливал к публикации свои неизданные поэтические и прозаические труды.
Умер 20 июня 1996 года в Новосибирске. Похоронен на Гусинобродском кладбище (квартал 62).